# آندریاس پریرا
آندریاس هوگو هولگبائوم پریرا (متولد ۱ ژانویه ۱۹۹۶) یک فوتبالیست حرفه ای است که به عنوان هافبک برای باشگاه فولام در لیگ برتر انگلیس بازی می کند.

## زندگی حرفه‌ای
آندریاس در ۱ ژانویهٔ ۱۹۹۶ در دوفل، بلژیک به دنیا آمد و فوتبال حرفه‌ای را در سن نوجوانی در باشگاه لامل یونایتد شروع کرد. سپس در سن نه سالگی به تیم نوجوانان پی اس وی ایندهوون هلند پیوست و در سن پانزده سالگی (سال ۲۰۱۱) به تیم جوانان منچستریونایتد ملحق شد.
وی پس از سه سال در سال ۲۰۱۴ قراردادی با تیم بزرگسالان منچستریونایتد امضاء کرد و پس از انجام تنها پنج بازی برای این تیم در دو سال (۲۰۱۴–۲۰۱۶) سال ۲۰۱۶ به تیم گرانادا اسپانیا و سپس در ۲۰۱۷ به والنسیا قرض داده شد.
در این دو تیم به آندریاس بازی رسید و درخشش او موجب شد مورد توجه ژوزه مورینیو سرمربی منچستریونایتد قرار بگیرد و در سال ۲۰۱۸ با صلاحدید مورینیو به تیم منچستر یونایتد بازگردد. وی هم‌اکنون در پست هافبک برای تیم منچستریونایتد با شمارهٔ ۱۵ بازی می‌کند و در ۱۷ اوت ۲۰۱۸ نیز به تیم ملی برزیل برای انجام دو بازی دوستانه دعوت شد